# أسرة كلهورا
أسرة كلهورا أو كلهورة حكمت العديد من مناطق السند وباكستان الحالية. تأسست مملكته على يد قبيلة كلهورا التي حكمت السند دون مشاركة من 1701 إلى 1783 م. في البداية، تم تعيينهم من قبل ميرزا غازي بك، وزير الإمبراطورية المغولية، لرعاية منطقة السند، ولكن في وقت لاحق أنشأ هؤلاء الأشخاص إمبراطوريتهم المستقلة.
كان الكلهوريون الذين يزعمون أنهم من نسل العباس عم النبي محمد قد هاجروا من شبه الجزيرة العربية إلى مكران مع الجيش الذي أرسله الخليفة الراشد الثاني عمر بن الخطاب ثم انتقلوا إلى السند في القرن الثاني عشر الميلادي في عهد ناصر الدين قباجة. ولكن مؤلف كتاب "کلہوڑا دورِ حکومت" (بالأردية) يدحض هذا ويزعم أن الكلهوريون ينتمون في الأصل إلى السند وكان مركزهم في بكر.

## تاريخ
بدأ حكم سلالة كلهورا في السند في سنة 1701 م عندما مُنح مِيان يار محمد كلهورا لقب خُدا يار خان وعينه المغول حاكمًا للسند العليا. وفي وقت لاحق، عُين واليًا لسبي. وعندما منحه الملك أورنكزيب عالمكير نهر السند وأرض نارا، بنى مدينة جديدة تسمى خدا آباد. وبعد أن أسس عاصمته في هذه المدينة، اكتسب الكثير من القوة حتى أصبح من بين الحكام الأقوياء في المنطقة. وبعد ذلك، وسع حكمه إلى سيهون وبكر وأصبح حاكمًا لشمال ووسط السند باستثناء تتا التي كانت تحت حكم المغول، لكن أباطرة المغول أعطوا لقب نواب لحكام كلهورا وكانوا يخاطبونه بـ "نواب". عائلة كلهورا في فترة 82 عامًا من سنة 1701 إلى عام 1783، تم تنصيب أربعة حكام أقوياء من عائلة كلهورا في السند، وهم ميان نصير محمد، وميان يار محمد، وميان نور محمد، وميان غلام شاه.
بعد وفاة ميان يار محمد كلهورو الحاكم الذي أسس حكم سلالة كلهورا، تم تعيين ابنه محمد مرادياب خان نوابًا للسند بمنحه لقب سربلند خان من قبل الإمبراطورية المغلية الدهلية. لكنه تبين أنه حاكم قاسٍ بخلاف عادات أبيه ومزاجه. وبسبب اضطهادهم، غضب عليهم زعماء السند المؤثرون أيضًا، وكان أحدهم ابن مير شهداد، مير بهرام خان تالبر. استشار زعماء آخرين وقرر الحصول على العرش من مرادياب، وبعد ذلك تم عزله عن الحكم وتنصيب شقيقه عطر خان على العرش، لكنه أثبت أيضًا أنه حاكم غير كفء. وبسبب إحباط عطر خان، عقد اجتماع آخر للزعماء تم فيه خلعه عن العرش واستبداله بأخيه الثاني غلام شاه. لم يقبل جنود عطر خان المخلصون قرار الزعماء ولم يعترفوا بحكم غلام شاه، ونتيجة لذلك اصطف الشقيقان ضد بعضهما البعض واندلعت حرب دامية بين جيوشهما. كان مير بهرام خان تالبور قائد جيش ميا غلام شاه وكان عطر خان يساعده أحمد شاه الدراني. أخيرًا، هُزم عطر خان في أوبارو وتم تعيين ميان غلام شاه كلهورو نوابًا للسند بمنحه لقب "شاه وردي" خان من قبل ملك الهند. بعد وفاة ميا غلام شاه في سنة 1772 م، تم تعيين ابنه ميا سرفراز نوابًا للسند بلقب خدا يار خان. كانت مدينة خدا آباد مقر حكام كلهورو في ذلك الوقت. بسبب مؤامرات القصر، نشبت صراعات بين جنرال ميان سرفراز خودايير خان، ميان مير بهرام وابنيه مير بجار ومير صوبدار، مما أدى إلى مقتل مير بهرام وابنه صوبدار خان، بينما نجا مير بجار خان بسبب سفره للحج. دُفن هذان الأميران من عائلة تالبور في خدا آباد. وبعد ذلك بدأ التنافس بين عائلة كلهورا وعشيرة تالبور. كان لدى مير صوبدار خان الراحل أربعة أبناء، كانوا صغارًا جدًا في ذلك الوقت. كان أكبر أفراد العائلة هو مير فتح علي خان الذي كان ابن عم والده. جاء لمهاجمة ميان غلام شاه بجيش بلوش، وهُزمت سلالة كلهورا في "معركة هالاني" وتأسس حكم سلالة تالبور حتى حصن "بكا" في حيدر أباد. هذه المدينة التي أعلنها ميان غلام شاه كلهورو مدينة للسلام، وعندما تم تركيب لوحة على القلعة، كتب عليها شعر فارسية تعني "الله يجعل هذه المدينة مدينة سلام".

## مراحل حكم كلهورا
وفقًا لـ إتش. تي. سورلي(1) هناك خمس مراحل لحكم كلهورا:
- كانت المرحلة الأولى هي قبول الإمبراطورية المغولية لأعضاء قبيلة كلهورا بصفتهم نواب الملك أو حكام السند، وهي الفترة التي بدأت في سنة 1701 م.
- المرحلة الثانية كانت توسيع ومراعاة السلطة المحلية لحاكم كلهورا، وقد اعترف بهم حاكم دلهي بحلول سنة 1736 م كحكام شبه مستقلين للبلاد.
- ثالثًا، بعد غزو نادر شاه سنة 1739 م، أدى نقل السيادة السياسية على السند من الإمبراطورية المغولية إلى الدولة الفارسية إلى أن تصبح كلهورا تابعة للملك الفارسي ومسؤولة عن دفع الجزية له.
- رابعًا، حوالي سنة 1747 م، تم نقل السيادة من الملك الفارسي إلى الدولة البشتونية في كابل، بعد النجاح العسكري الذي حققه أحمد شاه الدراني، مؤسس أفغانستان الحديثة. ومن خلال هذا التغيير، أصبح آل كلهورا إقطاعيين لكابُل وكان عليهم دفع الجزية لأفغانستان.
- خامساً، بدأ الصراع بين كلهورا وتالبور في سنة 1778 م واستمر في نهاية القرن السابع عشر الميلادي. كانت فترة من الحرب الأهلية تمكن فيها التالبور بمساعدة الشعب البلوشي المستقر في السند من تدمير القوة المتناقصة للعائلة الحاكمة كلهورا.[5]

## الهوامش
1: كان «إتش تي سورلي» موظفًا حكوميًا بريطانيًا في السند في عقد 1920، وكان يعمل في منطقة حيدر أباد.